# Ізвоз (Псковська область)
Ізвоз (рос. Извоз) — присілок в Новоржевському районі Псковської області Російської Федерації.
Населення становить 8 осіб. Входить до складу муніципального утворення Новоржевська волость.

## Історія
Від 2015 року входить до складу муніципального утворення Новоржевська волость.

## Населення
| 2001 | 2002 | 2010 |
| ---- | ---- | ---- |
| 8    | ↗11  | ↘8   |